# Jesús Vázquez Martínez
Jesús Vázquez Martínez (* 9. September 1965 in El Ferrol, Galicien) ist ein spanischer Fernsehmoderator.

## Leben
Nach seiner Studienzeit begann Vázquez in der spanischen Fernsehbranche zu arbeiten. Vázquez präsentierte seit den 1990er Jahren verschiedene Fernsehshows in Spanien. Seit November 2005 ist er mit Roberto Cortés verheiratet.

## Fernsehsendungen (Auswahl)
(als Moderator)
- La quinta marcha (1990–1991) auf Telecinco
- Hablando se entiende la basca (1991–1993) auf Telecinco
- Desde Palma con amor (1992) auf Telecinco mit Concha Velasco
- La Ruleta de la Suerte (1993–1994) auf Telecinco
- Manos a la obra (1998) auf Antena 3
- Gente con chispa (1999–2000) auf TV Autonómicas
- De que hablan las Mujeres (2000) auf Antena 3TV
- La central (2000) auf Antena 3
- ¿De qué hablan las mujeres? (2000) auf Antena 3
- Ésta es mi gente (2001–2002) auf Telemadrid
- Popstars (2002) auf Telecinco
- Gran Hermano (2002–2003) auf Telecinco
- Hotel Glamour (2003) auf Telecinco
- Nadie es perfecto (2003) auf Telecinco
- Vivo cantando (2003) auf Telecinco
- Gran Hermano VIP: El desafío (2004–2005) auf Telecinco
- ¡Allá tú! (2004– ) auf Telecinco
- Operación Triunfo (2005–2006 y 2008 Próximamente) auf Telecinco
- Supervivientes (2006– ) auf Telecinco
- Capítulo 100 de Yo soy Bea (2006) auf Telecinco
- Nadie es perfecto (2007– ) auf Telecinco

## Auszeichnungen (Auswahl)
- Premios Ondas, 2005 und 2007
- TP de Oro, 2004, 2005 und 2006